# Volleyball Club Uni Bern 2018-2019 (maschile)
Questa voce raccoglie le informazioni riguardanti il Volleyball Club Uni Bern nella stagione 2018-2019.

## Organigramma societario
Area direttiva
- Presidente: Felix Merz
- Manager: Sarah Meyer

Area tecnica
- Allenatore: Mikolaj Ostrowski
- Secondo allenatore: Gustavo Meyer, Lee Horsey

Area sanitaria
- Medico: Jörg Dinkel

## Rosa
| N° | Nome              | Ruolo | Data di nascita   | Nazionalità sportiva |
| -- | ----------------- | ----- | ----------------- | -------------------- |
| 1  | Didier Ryter      | P     | 8 agosto 1999     | Svizzera             |
| 2  | Janick Sommer     | C     | 27 ottobre 1989   | Svizzera             |
| 3  | Badou Kouate      | C     | 8 febbraio 1997   | Svizzera             |
| 7  | Jérémie Müller    | O     | 30 aprile 2000    | Svizzera             |
| 8  | Darryl Shank      | O     | 24 maggio 1989    | Canada               |
| 9  | Jakub Radomski    | S     | 17 marzo 1988     | Polonia              |
| 10 | Alexis Tapparel   | O     | 27 agosto 1991    | Svizzera             |
| 11 | Lars Ulrich       | P     | 29 settembre 1999 | Svizzera             |
| 12 | Jérémy Tomassetti | P     | 14 ottobre 1992   | Svizzera             |
| 13 | Jaroslav Vlčko    | C     | 3 giugno 1988     | Slovacchia           |
| 14 | Jacek Ziemnicki   | S     | 30 maggio 1997    | Polonia              |
| 15 | Andrin Flück      | L     | 6 agosto 1997     | Svizzera             |
| 16 | Damien Rossignol  | C     | 25 marzo 1990     | Francia              |